# وكالة الولايات المتحدة للإعلام العالمي
الوكالة الولايات المتحدة للإعلام العالمي، سابقًا مجلس محافظي الإذاعة هي وكالة مستقلة تابعة لحكومة الولايات المتحدة تدير وسائل إعلامية دولية للولايات المتحدة. وفقًا لموقعها على الويب، تتمثل مهمتها في «إعلام وإشراك وربط الناس حول العالم لدعم الحرية والديمقراطية». تشرف الوكالة على صوت أمريكا (VOA) وراديو أوروبا الحرة / راديو ليبرتي وراديو وتليفزيون مارتي وراديو آسيا الحرة وقناة الحرة.
مجلس الوكالة لديه حاليا دور استشاري فقط ؛ كانت تشرف سابقًا على شبكات الوسائط الإعلامية مباشرة، ولكن تم استبدالها برئيس تنفيذي واحد تم تعيينه كجزء من قانون تفويض الدفاع الوطني للسنة المالية 2017، والذي تم إقراره في ديسمبر 2016.

## روابط خارجية
- الموقع الرسمي
- مجلس محافظي البث في السجل الفيدرالي